# Arab Bank
 (septembre 2016).
Améliorez-le ou discutez des points à vérifier. 
L'Arab Bank (البنك العربي), est un groupe bancaire et financier jordanien créé en 1930 par l'homme d'affaires palestinien Abdul Hameed Shoman. Fondée à Jérusalem, Arab Bank devient l'un des plus importants groupes au Moyen-Orient. Depuis 1948, son siège social est basé a Amman. La famille du fondateur, Shoman détient 40 % du capital social ; en outre, elle a compté parmi ses principaux actionnaires le milliardaire libanais Rafiq Hariri. 
La banque est un moteur économique majeur en Jordanie et dans toute la région du Moyen-Orient et de l'Afrique du Nord, fournissant des services bancaires et des capitaux, et facilitant le développement et le commerce dans toute la région. Selon son site web, la banque est la mieux classée en matière de capitalisation boursière et représente environ 25 % de la bourse d'Amman.
Avec plus de 500 agences à travers trente pays, couvrant les cinq continents, l'Arab Bank est le plus grand groupe arabe qui bénéficie d'une présence internationale importante, ; il est présent dans les grandes places financières comme New York, Londres, Singapour, Zurich, Paris, Francfort, Bahreïn et Dubaï.

## Histoire
Fondée en 1930 par Abdul Hameed Shoman, la banque a commencé à travailler avec un capital de 15 000 livres palestiniennes et sept investisseurs.
En 1948, après la Nakba, le groupe s'installe dans son nouveau siège social à Amman. 
Aujourd'hui, basée à Amman en Jordanie, elle constitue la première banque du secteur des institutions financières du monde arabe. Elle joue également un rôle important dans le financement du commerce international. 
L’année 1960 se caractérise par une vague de nationalisations dans le monde arabe, plusieurs pays obtenant leur indépendance de la France et de la Grande-Bretagne. Les agences de l’Égypte et de la Syrie sont nationalisées en 1961, l'Irak en 1964, Aden en 1969, et finalement le Soudan et la Libye en 1970.   

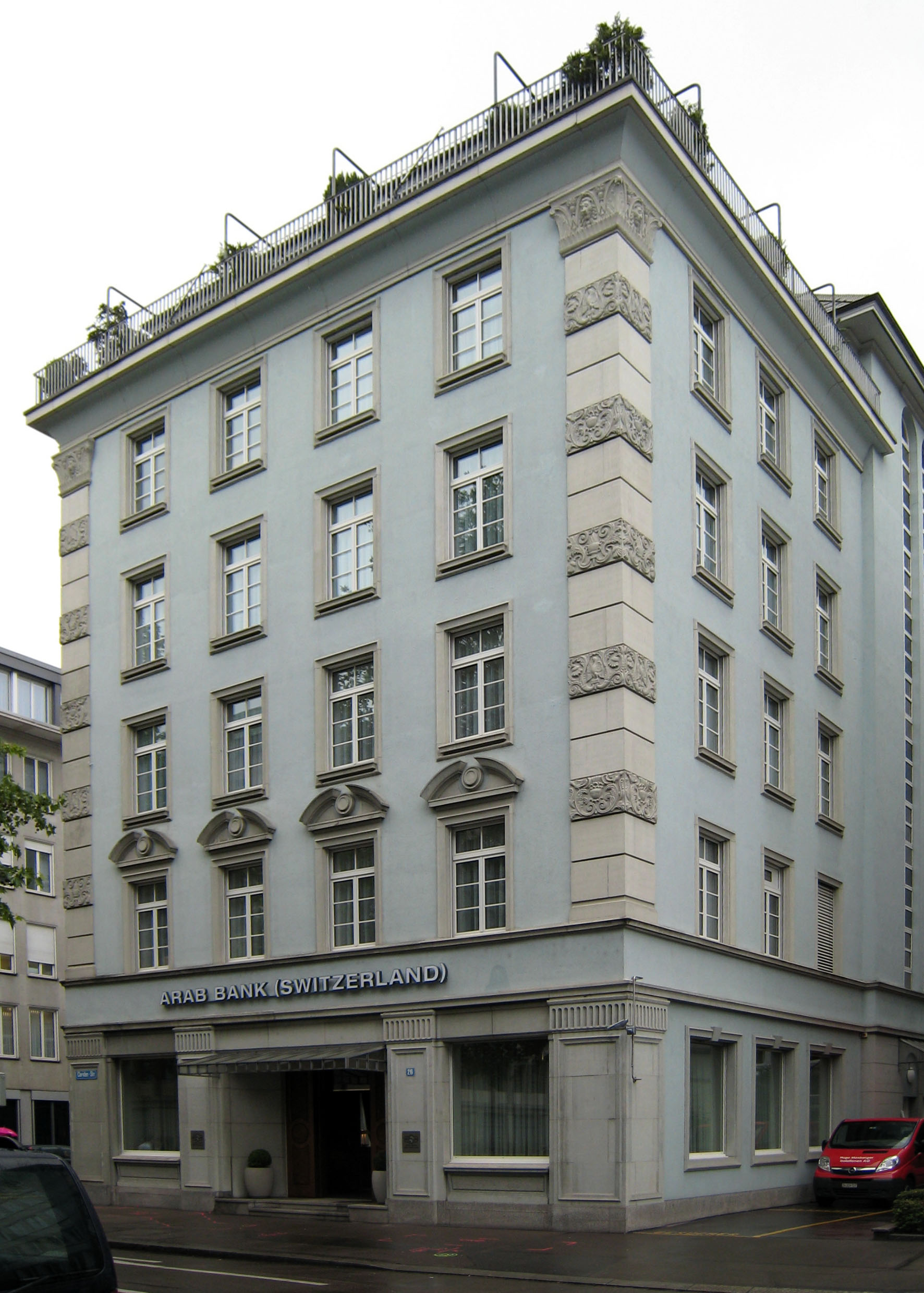
Arab Bank (Switzerland) Ltd. à Zurich.

Le groupe ouvre son premier siège international en 1961, l'Arab Bank (Switzerland) Ltd., devenant la première institution financière arabe à s'installer en Suisse, une première agence en 1962 à Zurich, puis une deuxième à Genève en 1964.
Depuis sa création à Jérusalem le 21 mai 1930 comme Arab Bank Limited, la banque ne cesse de croître et de s'améliorer. Elle commence ses opérations le 14 juillet de la même année. Le 31 janvier 1990, le nom devient Arab Bank Plc, conformément à l'article 318 de la Loi sur les sociétés jordaniennes # 1 de 1989.
En 2006, Arab Bank inaugure Europe Arab Bank, une filiale basée à Londres. Arab Bank a également acquis 50 % de la Turkland Bank en Turquie,, et plus que 50 % d'Al Nisr Al Arabi, compagnie d'assurance en Jordanie, en introduisant ainsi de la bancassurance parmi ses produits,. Durant la même année, le groupe ouvre en Syrie, Arab Bank-Syria, dont il détient 49 % du capital, et l'Arab Capital Investment Company à Dubai.
Durant la première moitié de 2007, les 185 sociétés à la Bourse d'Amman déclarent un bénéfice net de 923 millions de dollars, dont 599 millions de dollars de ce total sont générés par seulement 15 banques, dont 366 millions de dollars pour l'Arab Bank, soit 61,7 % des profits bancaires totaux et 36,4 % des rendements de l'échange entier. De fait, l'Arab Bank domine le marché jordanien.
En 2008, Arab Bank a acquis, pour une valeur de 210 millions d’euros, 19 % du capital de la Wahda Bank qui constitue la seconde grande banque commerciale en Libye, du point du volume des prêts.
En 2009, Arab Bank déclare détenir des créances de 100 millions de dollars sur Dubai World, précisant que le prêt est remboursable seulement en juin 2013.
En 2010, Arab Bank est nommée Best Trade Finance Bank au Moyen-Orient et Afrique du Nord.

### Affaires
Dans les années 1990, un « corbeau » tente à plusieurs reprises d'orienter l'enquête du juge Éric Halphen sur des comptes occultes que le Rassemblement pour la République (RPR) de Jacques Chirac aurait détenus à l'Arab Bank.
Le 26 février 2004, des soldats israéliens perquisitionnent l'agence d'Arab Bank a Al-Bireh, et saisissent des documents bancaires et des fonds appartenant à des terroristes présumés,. Les avocats américains lancent alors une action en justice, pour 875 millions de dollars, contre Arab Bank, pour le compte des victimes américains et israéliennes du terrorisme,. Selon les avocats du dépôt de plainte, Arab Bank a été engagée dans le blanchiment d'argent utilisé pour financer le terrorisme et rembourser les familles des kamikazes. Plus précisément, les avocats font valoir qu'Arab Bank a été sciemment complice d'aide de l'Arabie saoudite dans le transfert de plus de 4 milliards de dollars aux groupes palestiniens comme le Hamas. Le 25 septembre 2005, un juge fédéral confirme la validité de l'incrimination, ce qui permet la poursuite de la procédure. Depuis le 10 juin 2009, le procès est toujours en cours.
Selon le Wall Street Journal, la Jordanie est intervenue directement après plusieurs tentatives infructueuses dans cette affaire. De hauts responsables jordaniens ont demandé à plusieurs reprises aux responsables américains du département d'État, du Trésor et la Maison Blanche, ou encore du Conseil national de sécurité, d'intervenir dans l'affaire, sans succès, selon les sources du journal. Le juge a declaré que cela est un  «affront à la souveraineté du Royaume", car cela pourrait ruiner la banque : le juge pourrait presque certainement trouver la banque responsable. En outre, selon la Jordanie, l'ordre serait "potentiellement catastrophique" pour les économies du Moyen-Orient et pourrait compromettre les objectifs de politique étrangère des États-Unis là-bas.
En avril 2021, NMC, le plus grand fournisseur de soins de santé privé aux Émirats arabes unis, poursuit une banque de Dubaï dans un différend de dette Émirats de 6 milliards de dollars. Après la découverte de plus de 4 milliards de dollars d'une dette non divulguée en 2020, les activités de soins de santé ont eu des problèmes. L'administrateur de la NMC a pris des mesures en justice contre Dubaï Islamic Bank après DIB a déposé des litiges à Dubaï.

## Métier

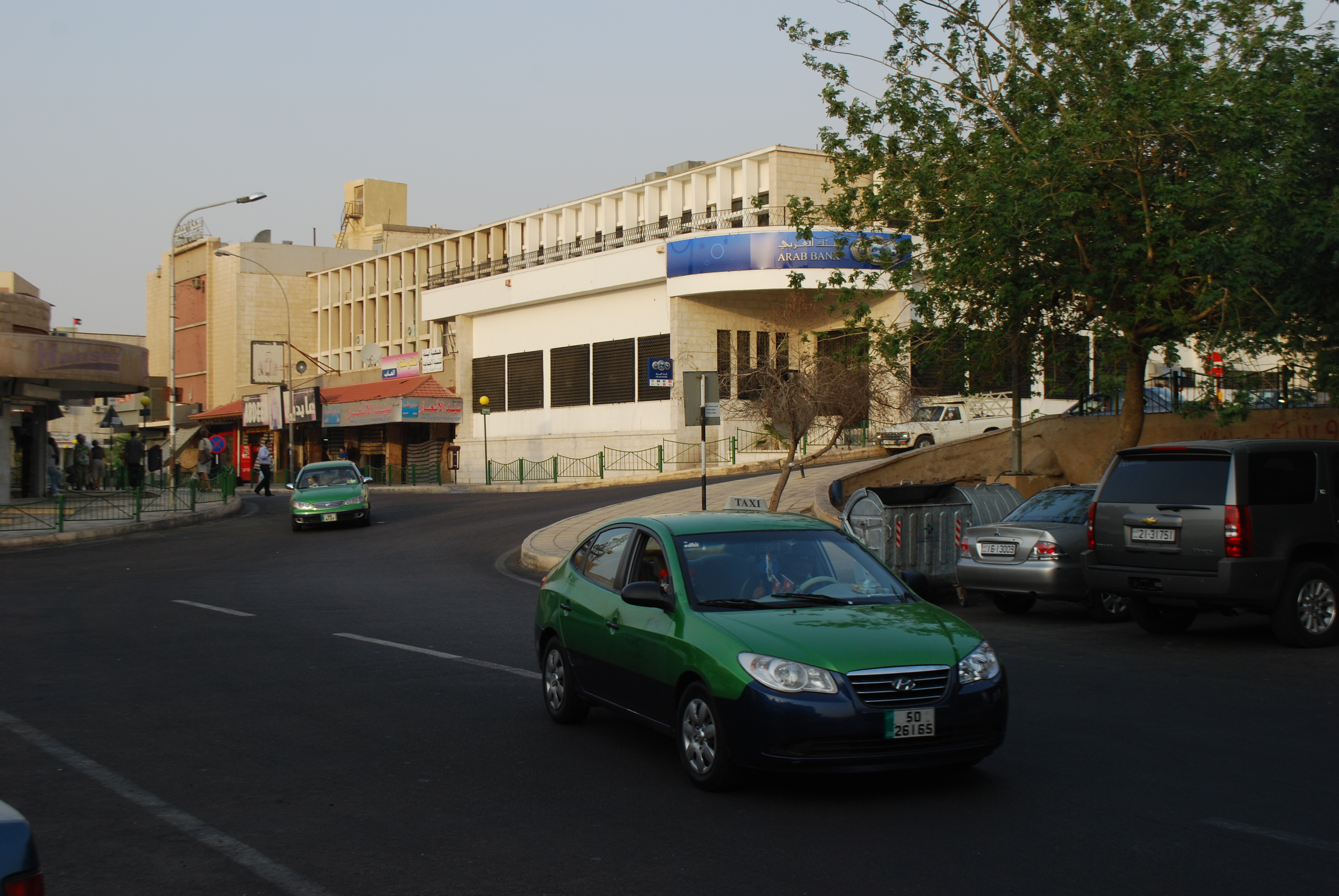
Arab Bank à Aqaba

Le groupe travaille dans le développement des économies arabes par le biais du financement des projets d'infrastructure stratégique partout au Moyen-Orient et en Afrique du Nord. Avec son siège basé à Amman, en Jordanie, l'Arab Bank constitue l'établissement du premier secteur financier privé dans le monde arabe.
Arab Bank est classé parmi les plus grandes institutions financières internationales, avec une note de (A-) de Fitch, (A-) de Standard & Poor's et (A3) de Moody's,. 
Arab Bank a 500 succursales dans 30 pays sur 5 continents. Il détient des positions de premier plan dans les principaux marchés et des centres financiers comme Londres, New York, Dubaï, Singapour, Zurich, Paris, Francfort, Sydney et à Bahreïn.

## Polémique
La banque est accusée d'avoir financé des groupes terroristes comme le Jihad islamique palestinien et le Hamas par une centaine de citoyens américains, ayants droit de victimes d'attentats terroristes en Israël, qui ont porté une plainte à la Cour fédérale de Brooklyn à New York en 2004.
L'avocat des plaignants affirme que la banque aurait transféré de l'argent pour le compte du Saudi Committee, une ONG humanitaire levant de l’argent auprès de riches donateurs du Moyen-Orient, et qui aurait mis en place un programme d’indemnisation pour les auteurs des attentats suicide et leurs familles pour le compte de ces mouvements islamistes. La banque reconnaît le transfert mais réfute une responsabilité en argumentant que les accusations ne sont pas prouvées que le Saudi Committe ne figure pas parmi la liste des organisations considérées comme terroristes par les États-Unis. Elle déclare que l'Arab Bank est une entreprise normale et rappelle qu'elle a été fondée en 1930, est cotée en bourse, et a comme actionnaires la famille Hariri (elle-même victime du terrorisme) ainsi que le roi de Jordanie. En novembre 2012, Arab Bank avait réussi à faire classer une plainte similaire déposée par un Israélien.
Ce procès est l’un des tout premiers dans lequel une banque se voit accusée de financer le terrorisme. Le Crédit agricole, la banque britannique « National Westminster », la Royal Bank of Scotland (Natwest) et Bank of China font face à des accusations similaires aux États-Unis.

## Condamnation judiciaire
Le 22 septembre 2014, la banque est déclarée coupable par un tribunal new-yorkais de financer le terrorisme. Elle est tenue responsable d'avoir apporté un soutien financier au Hamas et est astreinte à dédommager les victimes des attentats commis par cette organisation en Israël et dans les Territoires palestiniens.  

## Le Groupe
- Arab Bank PLC
- Arab Bank Algeria Ltd.
- Arab Bank Australia Ltd.
- Europe Arab Bank (EAB)
- Arab Bank (Switzerland) Ltd.
- AB Capital
- Al Arabi Investment Company
- Islamic International Arab Bank
- Arab Bank - Syrie
- Arab Investment Bank S.A.L
- Arab Tunisian Bank
- Arab National Bank
- Arabia Insurance Co.
- Oman Arab Bank
- Turkland Bank
- Wahda Bank
- Arab Sudanease Bank
- arab Bank iraq
- Arab Bank Bahrain
- Arab Bank Maroc
- Banque  Cario

## Sources
- « Chirac to fire spy chiefs for investigating him », Khaleej Times, 23 juin 2002
- « Deux notes relancent l'enquête du juge Halphen sur les HLM de la Ville de Paris », Le Monde, 15 mars 1998
- « Rafik Hariri : L'ami libanais qui gêne Chirac », L'Événement du jeudi, 10 décembre 1998
- Patrick Rougelet, RG, la machine à scandales, éd. Albin Michel, Paris, 1997